# صموئيل إتش ديفيس
صموئيل إتش ديفيس (بالإنجليزية: Samuel H. Davis)‏ هو ضابط أمريكي، ولد في 1896، وتوفي في 28 ديسمبر 1921.